# Zuma's Revenge!
Zuma's Revenge! — це відеогра - головоломка 2009 року, розроблена та опублікована PopCap Games. Вона була випущена для Microsoft Windows і Mac OS X як продовження попередньої відеогри Zuma 2003 року, а пізніше була перенесена на Windows Phone.
У порівнянні зі своїм попередником, Zuma's Revenge! містить графіку високої чіткості, нові рівні та «підсилення», кілька нових функцій, а також битви з босами. Версія Nintendo DS була представлена в лютому 2011 року, у якій представлені щоденні виклики, режими та досягнення.  Фізична копія для Xbox 360 включає дві бонусні назви: Bejeweled 3 і Feeding Frenzy 2.
Після випуску гра отримала в основному позитивні відгуки від критиків, і багато хто називав битви з босами та геги як основні моменти гри. Однак гра отримала незначну критику за схожість з попередньою грою.

## Ігровий процес
Як і в Zuma, головна мета Zuma's Revenge! полягає в тому, щоб очистити ланцюжки від кульок, або «камінь», зіставляючи кульки одного кольору. Гравці пересувають жабу, що кидає кульку, яка завжди вказує в напрямку миші, щоб прицілитися та стріляти кульками в ці нитки. Коли три або більше кульок одного кольору збігаються, вони видаляються з ігрового поля. Це очищення створює проміжки, через які гравець може стріляти більше куль у сусідні нитки, націлюватися на бонусні фрукти та камені «потужності». Прогалини автоматично закриваються, якщо кульки на обох кінцях проміжку мають (або стають) одного кольору, потенційно створюючи ланцюгову реакцію зіставлення та очищення, коли утворюються нові набори з трьох або більше.
Нитки кульок постійно котяться по своїх доріжках до емблеми черепа на кінці. Якщо вони досягнуть емблеми, гравець буде з’їдений емблемою черепа і втрачає життя, а гра закінчується, коли у гравця закінчаться життя. Однак, на відміну від оригінальної Зуми, в якій незалежно від стадії, їм дозволено знову грати на першій стадії храму, коли гравець закінчує гру, вони починають знову на контрольно-пропускному пункті (перша стадія області, якщо гравець програє перед середнім рівнем і шостим етапом, якщо та сама ситуація трапляється на шостих-десятих етапах). Струни завжди «штовхає» остання кулька в струні, тому будь-які кульки, не приєднані до задньої струни, не рухаються самі по собі.
Періодично випадкові кулі відображають бонуси, які гравець може отримати, знищивши кулю. До них входять візуальний посібник, який показує, куди приземлиться м’яч під час пострілу, посилення, які сповільнюють або змінюють напрямок струни, тристороння гармата, яка пробиває всі шари м’ячів, лазер, який може знищувати окремі м’ячі, бомба та блискавка, яка знищує всі кулі певного кольору.
Zuma's Revenge! представляє три типи рівнів, які є новими для серії. Деякі рівні містять дві лілії, між якими жаба може стрибати, тоді як інші рівні встановлюють жабу на горизонтальну або вертикальну доріжку та дозволяють їй ковзати з боку в бік або вгору-вниз, а не обертатися для прицілювання. Існують також рівні босів, на яких гравець повинен стріляти м’ячами у бік ворогів, щоб зменшити їхні цілі, одночасно запобігаючи тому, щоб шнур(и) м’яча досягли емблеми черепа. Вороги по черзі стріляють снарядами, які викликають певний трюк, якщо вони потраплять у гравця. Ці рівні мають необмежену кількість життів, тому, якщо будь-яка кулька досягне емблеми, гравець просто перезапустить рівень, оскільки на рівнях боса гра не закінчується.

### Режими гри
У грі є чотири режими гри. У режимі пригод гравець просувається через острів у полінезійському стилі, яким править розгніваний бог Жака Му. Є шість острівних зон, кожна з яких складається з десяти рівнів. Наприкінці кожної острівної зони гравець стикається з богом тікі та повинен зіткнутися з богом у битві з босом. Коли гравець просувається в режимі Adventure, режими Iron Frog і Challenge розблоковуються. (Boss Rush також розблоковується у версіях, які мають цю функцію.) У Iron Frog гравець має пройти десять абсолютно нових складних рівнів, маючи лише одне життя. У грі Boss Rush гравець послідовно бореться з усіма вісьмома босами з режиму Adventure і намагається отримати найшвидший час.
У кожному режимі, окрім режиму Boss Rush, гравець повинен досягти загальної цілі очок, щоб досягти «Зуми», після чого рівень перестає додавати кульки до ланцюга(ів), а ланцюг(и) тимчасово рухається(-ються) назад. Потім гравець повинен прибрати всі кулі, що залишилися, з ігрового поля, щоб перейти до наступного рівня.

## Рецепція
Zuma's Revenge! отримала досить позитивні відгуки від критиків на Metacritic і GameRankings. На Metacritic гра має переважно позитивні відгуки, і на даний момент займає 87-е місце серед найкращих рецензованих ігор 2012 року для Xbox 360.  IGN поставив грі 8 з 10, доповнюючи битви з босами, графіку та «легкий» гумор, але розкритикував її схожість з оригіналом.  Дейл Норт із Destructoid також дав грі 8 з 10, який високо оцінив відмінності від оригінальної гри, написавши: «Стадії тепер яскраві та візуально різноманітні, а деякі нові візуальні ефекти додають блиску. Нові сцени виглядають чудово, і в суміші є навіть підводна сцена. Хоча його попередник виглядав чудово, він візуально м’який у порівнянні з «Помстою». 